# 罪責
在刑法中，罪責（德語：Schuld，法律術語）或有罪（英語：Guilt，法律術語）等，是對犯罪行為負有責任的狀態。 法律定義上的「有罪」，全由國家外部定義，或者更一般地說是“法庭”。對刑事犯罪“有罪”意味著一個人違反了刑法，或履行了刑事法規規定的犯罪的所有要素。 一個人是否犯下違法行為是由外部機構（如法院）做出判定的，因此與該機構的記錄保存一樣確定。所以最基本的定義基本上是循環的：如果法院這樣說，一個人就犯了違反法律的罪。
從哲學上講，刑法中的有罪是社會運作及其譴責個人行為的能力的反映。它從根本上依賴於自由意志的推定，即個人選擇行動，因此要接受外部對這些行動的正確與否的判斷。United States v. Lyons 一案判決書中如此陳述：
「有罪判決不僅僅是對被告扣動扳機、騎自行車或出售海洛因的事實認定。個人應受譴責是一種道德判斷。我們的集體良知不允許在不能責怪的地方進行懲罰。我們的可指責性（英語：blameworthiness）概念建立在比共和國更古老的假設之上：人天生具有這兩種偉大的才能，理解力和意志自由。從歷史上看，我們的實體刑法是基於懲罰惡毒[原文如此] 意志的理論。它假設一個自由的能動者（英語：agent）面臨在做對與錯之間的選擇，以及自由選擇做錯的事情」。
作為德國刑法三分法教條的一部分，有罪是除了具有刑事犯罪和違法性的主客觀特徵外，是考察行為人行為刑事責任的第三個前提。在有罪的規範概念的框架內，檢查肇事者的罪責，並在此基礎上，對針對他的行為進行個人譴責。 如果肇事者有罪並受到個人指控，他將受到懲罰。 在這方面，刑法的有罪概念與大陸法的罪責不同，特別是違法行為法的罪責概念，因為沒有規定懲罰。

## 法理

### 廣義的罪責
廣義的罪責，指的是罪責原則（德語：Schuldprizip），包括了三個內涵：個人責任原則、過錯責任原則（德語：Verschuldensprinzip）、罪刑相當原則。

### 狹義的罪責
狹義的罪責，指的是犯罪階層體系裡在構成要件階層（若是三階層理論，則還有違法性階層）之後的一個判斷階層，中文除了泛稱罪責之外，也有人稱為有責性，在日本稱為答責性。這個階層就是判斷：在法律上是否可以期待行為人不去做已經被評價為不法的行為(即廣義的期待可能性)，因此罪責的概念包含了不法意識，責任能力及期待可能性等。主要是判斷行為人個人的人格，以及規範違反性、法敵對意志以及刑罰發動的必要性。但因為現代刑法對於人格的尊重，因此即使是共同犯罪，多數行為人所擔負的罪責是依照個別行為人而給予評價，例如：倘刑法規定殺直系血親尊親屬者加重刑責，甲與乙聯手殺甲之父，甲因符合該特殊身分而加重罪責，乙雖與甲有共同殺害之行為而構成一般殺人罪，但因乙並未符合該特定身分故不會構成殺直系血親尊親屬之罪，乙所負罪責與甲因而有普通、特殊之別，本例中的「直系血親尊親屬」的身分關係即為一項罪責要素。

## 外部連接
- .   [2006-02-16]. （原始内容存档于January 17, 2006）.   by Gary Gilley
- .   [2007-05-10]. （原始内容存档于2021-05-04）.  by Gerd Altendorff translation by Jochen Reiss
- Learnt or innate
- Guilt，In Our Time (BBC Radio 4)的《In Our Time》節目。(現在聆聽)